# Santa Fe Institute
El Santa Fe Institute (SFI) és un institut de recerca teòric independent i sense ànim de lucre situat a Santa Fe, Nou Mèxic, als Estats Units, dedicat a l'estudi multidisciplinari dels principis fonamentals dels sistemes adaptatius complexos, inclosos els sistemes físics, computacionals, biològics i socials. L'institut ocupa el 24è lloc entre els "Top Science and Technology Think Tanks" del món i el 24è entre els "Best Transdisciplinary Research Think Tanks" del món segons l'edició 2020 dels informes Global Go To Think Tank Index Reports, publicat anualment per la Universitat de Pennsilvània.
L'institut està format per un nombre reduït de professors residents i investigadors post.doctorals, un gran grup de professors externs i una sèrie d'investigadors visitants. L'institut és assessorat per un grup d'investigadors eminents, inclosos diversos científics guanyadors del Premi Nobel. Tot i que la investigació científica teòrica és l'objectiu principal de l'institut, també gestiona diverses escoles d'estiu sobre sistemes complexos, juntament amb altres programes educatius i de divulgació dirigits a estudiants des de secundària fins a postgrau.
El finançament anual de l'institut prové d'una combinació de donants privats, fundacions que concedeixen subvencions, agències de ciència governamentals i empreses afiliades a la seva xarxa empresarial. El pressupost del 2014 va superar els 10 milions de dòlars.